# Маленчук, Мацей
Мацей Маленчук (пол. Maciej Maleńczuk), полное имя Мирослав Мацей Маленчук (пол. Mirosław Maciej Maleńczuk, родился 14 августа 1961 в Войцешуве) — польский рок-музыкант, поэт и телеведущий. Известен как один из наиболее авангардных и неоднозначных польских музыкантов, на заре своего творчества прессой назывался «бардом Кракова».

## Личная жизнь
Жена Ева, дети от этого брака — дочери Ирма, Рита и Эльма. От предыдущего брака есть дочь Зузанна. Болельщик футбольного и хоккейного клубов «Краковия», автор гимна клуба Hymn Cracovii.

## Дискография

### Студийные альбомы
| Historia Obyczaju                | - Издан: 1989 - Лейбл: нет - Форматы: CD                                               | —  |                |                   |
| Pod papugami                     | - Издан: 1989 - Лейбл: MC Fala - Форматы: CD                                           | —  |                |                   |
| Piosenki z ulicy                 | - Издан: 1991 - Лейбл: MC Ada - Форматы: CD                                            | —  |                |                   |
| Pan Maleńczuk                    | - Издан: 1998 - Лейбл: Music Corner Records - Форматы: CD                              | —  |                |                   |
| Ande La More                     | - Издан: 25 февраля 2002 - Лейбл: Sony Music Entertainment Poland - Форматы: CD        | —  |                |                   |
| Proste historie                  | - Издан: 4 апреля 2005 - Лейбл: Warner Music Poland - Форматы: CD                      | 5  |                |                   |
| Cantigas de Santa Maria          | - Издан: 25 сентября 2006 - Лейбл: Warner Music Poland - Форматы: CD, digital download | 16 | - POL: 15,000+ | - POL: золотой    |
| Psychodancing                    | - Издан: 3 ноября 2008 - Лейбл: Warner Music Poland - Форматы: CD, digital download    | 3  | - POL: 30,000+ | - POL: платиновый |
| Psychodancing 2                  | - Издан: 2 ноября 2009 - Лейбл: Warner Music Poland - Форматы: CD                      | 3  | - POL: 30,000+ | - POL: платиновый |
| Wysocki Maleńczuka               | - Издан: 4 мая 2011 - Лейбл: Warner Music Poland - Форматы: CD, digital download       | 3  | - POL: 30,000+ | - POL: платиновый |
| Psychocountry                    | - Издан: 28 мая 2012 - Лейбл: Warner Music Poland - Форматы: CD, digital download      | 2  | - POL: 15,000+ | - POL: золотой    |
| "—" означает отсутствие в чартах |                                                                                        |    |                |                   |

### Совместное творчество
| Koledzy (с Войцехом Ваглевским)             | - Издан: 14 мая 2007 - Лейбл: Agora SA - Форматы: CD                            | —  | - POL: 30,000+ | - POL: платиновый |
| Starsi panowie (с Павлом Кукизом)           | - Издан: 10 мая 2010 - Лейбл: QM Music - Форматы: CD                            | 3  | - POL: 15,000+ | - POL: золотой    |
| Mezalianse (with Justyna Steczkowska)       | - Released: February 21, 2011 - Label: QM Music - Formats: CD, digital download | 12 |                |                   |
| PROPHET ILJA / ПРОРОК ИЛИЯ (Feat PATRIARKH) | - Релиз: 3 января 2025 - Лейбл: Napalm Records                                  | —  | —              | —                 |
| "—" означает отсутствие в чартах            |                                                                                 |    |                |                   |

### Компиляции
| Название                      | Информация об альбоме                                      | Продано        | Статус         |
| ----------------------------- | ---------------------------------------------------------- | -------------- | -------------- |
| Złota kolekcja: Pan Maleńczuk | - Издан: 13 ноября 2006 - Лейбл: Pomaton EMI - Форматы: CD | - POL: 15,000+ | - POL: золотой |

### Концертные альбомы
| Psychodancing: Live              | - Издан: 28 июня 2010 - Лейбл: Warner Music Poland - Formats: CD, digital download | 2 | - POL: 30,000+ | - POL: Платиновый |
| "—" означает отсутствие в чартах |                                                                                    |   |                |                   |

## Политика
В 2014 году Мацей Маленчук на фоне аннексии Крыма Россией выпустил композицию «BLOODY МИР», текст которой содержал повторяющееся слово из ненормативной лексики русского языка. Видео даже попало в первоапрельский выпуск Интернет-шоу «This is Хорошо».
В 2015 году Мацей записал антивоенную песню «Только любовь заставит остаться живым» совместно с Андреем Макаревичем и Александром Ярмолой (группа «Гайдамаки»).

## Фильмография
- Смерть Джона Л. (1987, режиссёр Томаш Зыгадло, роль — нищий музыкант)[55]
- Малжовина (1998, режиссёр Войцех Смаржовский, роль — Новы)[55]
- Оно (2004, режиссёр Малгожата Шумовская, роль — мужчина в клубе)[55]
- Хель (2009, режиссёр Кинга Дембска, роль — пациент Мирек)[55]
- На добре и на зле (2012, режиссёр Ежи Штвертня, 473-я серия, роль — Мариуш «Клаус» Марциняк)
- Моана (мультфильм 2016, роль - Краб Таматоа)[55]

## Озвучка компьютерных игр
- Mass Effect 2 (2010, BioWare, капитан Армандо-Оуэн Бейли)[56]
- Test Drive Unlimited 2 (2011, Eden Games, Тодд Бишоп)[45]